# Vaggeryds kommunala realskola
Vaggeryds kommunala realskola var en kommunal realskola i Vaggeryd verksam från 1950 till 1970.

## Historia
I Vaggeryd fanns från 1927 till 1952 Vaggeryds Privata Läroverk (Vaggeryds Privata Samskola före 1945) vilken dock saknade examinationsrätt.
Realskolan inrättades 1950 som en kommunal mellanskola som 1 juli 1952 ombildades till en kommunal realskola.
Realexamen gavs från omkring 1954 till 1970.